# Mike Davis (cestista 1996)
Michael Jerome Davis Jr., detto Mike (Brunswick, 22 maggio 1996), è un cestista statunitense.